# Fontana Schwendi
La fontana Schwendi è un monumento situato a Colmar, nel dipartimento francese dell'Alto Reno. Si trova nella place de l'Ancienne-Douane, dietro la Vecchia Dogana.

## Storia e descrizione
La statua in bronzo che sovrasta la fontana venne realizzata nel 1898 da Frédéric-Auguste Bartholdi e ritrae Lazzaro von Schwendi (1522-1583), un signore della guerra del Sacro Romano Impero e signore di Hohlandsberg.
La fontana originale venne demolita nel 1940, durante la seconda guerra mondiale. È stata poi sostituita da quella odierna, alla quale è stata aggiunta la statua originale. All'inizio questa voltava le spalle alla Vecchia Dogana, ma nel 1954 venne girata nella sua direzione.
Secondo la leggenda, la pianta di vite che Schwendi brandisce con la mano destra sarebbe un ramo del tocai che avrebbe portato dalle sue campagne in Ungheria. Come ricompensa dei suoi servigi, egli ottenne la signoria di Hohlandsberg e il castello di Kientzheim.
Tuttavia, è attestato che il tocai alsaziano (Tokay in francese) è un Pinot grigio noto nella regione dal Medioevo (il termine Tokay, riservato esclusivamente a dei vini ungheresi, è vietato in Alsazia dal 2007).